# Lavandera (Bustiello)
Lavandera (en asturiano y oficialmente: Ḷḷavandera) es una aldea que pertenece a la parroquia de Bustiello de la Cabuerna en el concejo de Tineo (Principado de Asturias). Se encuentra a 439 m s. n. m. y está situada a 14,50 km de la capital del concejo, la villa de Tineo. 

## Población
En 2020 contaba con una población de 5 habitantes (INE, 2020) repartidos en un total de 7 viviendas (INE, 2010).